# Tuk Peregrin
Tuk Peregrin (Pippin) egy szereplő J. R. R. Tolkien mitológiájában. Megyei hobbit, Frodó útitársa, majd Gondor lovagja és a Megye 32. Thánja. Peter Jackson filmadaptációjában Billy Boyd alakítja.

## Nevei
- Paladin fia Tuk Peregrin, születéskor kapott "tényleges" neve.
- Pippin, leggyakrabban így hívták az ismerősei.
- Pip, ritkábban használt beceneve.
- Ernil i Pheriannath, sindául van, jelentése "A Félszerzetek Fejedelme". Minas Tirithben hívták így, mert azt hitték, hogy ő a hobbitok ura, és fegyveres segítséget hoz.

## Élete
A Megyében született. 3019-ben Frodóval, Trufával és Samuval útnak indult Völgyzugoly felé. Elrond eleinte vissza akarta küldeni a Megyébe, hogy figyelmeztesse a hobbitokat a veszélyre, de végül a Gyűrűszövetség tagja lett. Mória kapui előtt felriasztotta a Tó Őrét, benn a bányákban pedig a balrogot, ezzel Gandalf halálát okozta. A Parth Galenen Szarumán uruk-hai orkjai elragadták a legjobb barátjával, Trufával együtt. A Fangorn-erdőben az ent Szilszakáll mentette meg őket, amikor szökni próbáltak egy mordori ork elől. Szarumán ellen fordították az enteket, így végül hódítóként érkeztek Vasudvardba. 
Pippin Orthanc lábánál felfigyelt a palantírok egyikére, amit akkor Gandalf elvett tőle, de az éjszakai táborhelyen belenézett, és látta benne Szauront. Gandalf Minas Tirithbe vitte, ahol Denethor helytartó szolgálatába állt. Elvonult a Mordort megtámadó sereggel, és megölte Szauron trolljainak a vezérét. 
A Gyűrűháború után győztes hadvezérként vett részt a Morotvai Csatában. Ezután a Megye Thánja lett. Utolsó éveit Gondorban töltötte Trufával, Elessar király udvarában. Halála után a gondori Rath Dínenen temették el.

## További tudnivalók
- Ő volt a Gyűrűszövetség legfiatalabb tagja.
- Megmentette Faramirt a máglyahaláltól.
- Halálakor több volt már 100 évesnél.